# Crauglio
Crauglio (Crauì in friulano) è una frazione del comune di San Vito al Torre, in provincia di Udine, posta a 17 m s.l.m..

## Storia

### Età antica e medievale
Il nome del paese appare per la prima volta nel 1326 nella forma Crauglo. Tuttavia, la presenza umana in loco è molto più antica, infatti nel suo territorio sono stati portati alla luce diversi reperti di età romana. In particolare sono da segnalare una villa rustica in località Arzilâr, a cavallo col il territorio di Aiello del Friuli e la fornace romana ritrovata in località Curtina a ridosso del centro storico. Il toponimo rimanda ad un'origine slovena : krava=mucca o forse kravlj, voce aggettivale con significato simile (=bovino/vaccino) tesa a segnalare la presenza di pascoli per gli armenti. Questa teoria è suffragata dalla presenza di popolazioni Slave che nei secoli X-XI vennero chiamate in Friuli dai Patriarchi di Aquileia per ripopolare alcune zone devastate dalle scorrerie degli Ungari. Nel Medioevo, Crauglio era parte del Patriarcato, tuttavia pare che dipendesse giuridicamente dal Conte di Gorizia. Anche se con una popolazione esigua, la sua organizzazione interna era demandata alla vicinia (l'assemblea dei capifamiglia); il decano (una sorta di sindaco dell'epoca) si interessava dei problemi comuni ed in particolare dei beni comunali, quei terreni su cui tutti gli abitanti potevano pascolare le loro bestie o raccogliere legna. La chiesa dipendeva dalla pieve di Aiello ed era (come ora) dedicata ai Santi Canziani, protettori dalle acque, scelta non casuale visto il frequente pericolo di inondazioni del vicino torrente Torre. Attorno alla chiesa vi era sistema difensivo, come in quasi tutti i paesi del tempo, chiamato centa. Probabilmente un'altra fortificazione era presente a poca distanza, come viene suggerito dal toponimo Curtina. Paese naturalmente agricolo, in esso gli abitanti erano per lo più affittuari di proprietari nobili o ecclesiastici, ma esisteva anche qualche piccolo proprietario locale. Nel 1420 parte del Friuli è conquistato dai Veneziani ed anche Crauglio, subisce la stessa sorte. 

### Età moderna e contemporanea
Nei decenni seguenti va ricordata l'incursione turca del 1477, durante la quale il paese venne in parte distrutto da un incendio. Essendo parte della Contea di Gorizia, Crauglio passò nelle mani degli Asburgo in seguito alla morte senza eredi dell'ultimo conte, Leonardo, nell'anno 1500. Salvo la parentesi francese, Crauglio restò asburgica fino al 1918, sviluppando e mantenendo un forte attaccamento a tale casata. Il paese fu interessato da operazioni belliche anche il 13 gennaio 1617, nel corso della Guerra di Gradisca tra Impero d'Austria e Serenissima. Truppe austriache vi sorpresero nella notte il presidio veneziano, uccidendo alcuni soldati ed incendiando una casa. 
Dal Seicento in paese emerse la famiglia degli Steffaneo. Di origine carnica, divennero negli anni i maggiori proprietari locali ed edificarono un grande palazzo, che ancora oggi domina il centro abitato. L'economia agricola legata all'affitto ed alla mezzadria continuò ad essere l'attività principale ma, nel 1906, il nobile Attilio Pinzani, erede degli Steffaneo, impiantò in loco una fornace per tegole e mattoni, sfruttando le argille presenti, attività che occupò una grossa parte dei craugliesi e non solo per circa un sessantennio, anche sotto la successiva proprietà Roncato.
Dopo l'invasione italiana durante il primo conflitto mondiale, il palazzo divenne l'ospedale da campo 236. Qui, l'11 giugno 1917, spirò Vittorio Bellipanni, capitano dei Carabinieri e Medaglia d'argento al valor militare, a causa delle ferite riportate nella Battaglia del Podgora. Gabriele D'Annunzio, suo amico, gli dedicò una orazione funebre. Una lapide commemorativa dell'episodio è stata posata nel settembre del 2008.
Dopo la prima guerra mondiale, il paese, come tutta la Contea di Gorizia e Gradisca, venne annesso al Regno d'Italia.
Nel marzo 2014 e nel luglio 2016 due incendi alle coperture della villa Steffanneo Roncato provocano seri danni a una parte della struttura e alle opere d'arte ivi custodite.

#### Palasio, il paesino scomparso
Nel comune censuale di Crauglio esisteva un borgo rurale, denominato Palasio (Palasi in friulano), del quale non rimane traccia se non nei documenti sino al XVI secolo. Vi sopravvisse la chiesetta del paese, dedicata a S. Giacomo, che aveva la particolarità di cambiare appartenenza amministrativa limitatamente al giorno del suo patrono, quando diventava temporaneamente veneziana. Questa curiosa situazione fu fonte di non pochi problemi. La chiesetta venne demolita a fine Settecento.

## Eventi
- Nella seconda metà del mese di luglio si svolge il "Palio dei Borghi", durante il quale le borgate paesane (Borc, Banda Dael, Plassa e Rupis) competono in specialità sportive (calcio, pallavolo), giochi di abilità (RisiKo!, scacchi, giochi da tavolo e carte), videogiochi, una gara di cosplay ed una gara di dolci.
- Ogni prima domenica di agosto viene organizzata la Marcialonga non competitiva "Un zîr pai Giai" con 3 percorsi da 6, 12 e 20 km. Vengono attraversati il centro abitato e il parco naturale del torrente Torre.
- Dal 1976, il 24 dicembre i ragazzi del paese, travestiti da folletti, organizzano il "Giro di Babbo Natale" per portare regali ai bambini su di un carro addobbato da slitta.

## Monumenti e luoghi d'interesse
- Palazzo Steffaneo Roncato.
- Chiesa parrocchiale di San Canciano Martire.
- Al centro della centa, sistema difensivo realizzato attorno alla chiesa, è posizionata una statua di San Giovanni Nepomuceno, sacerdote ceco del XIV secolo, patrono della Boemia e delle persone in pericolo di annegamento.
- Circolo Noi, luogo di divertimento e ritrovo della popolazione di Crauglio.